# Primer Gobierno de Rýkov
El Primer Gobierno de Rýkov fue el gabinete de la Unión Soviética establecido en 1924, con Alekséi Rýkov como jefe de Gobierno, desempeñándose como presidente del Consejo de Comisarios del Pueblo tras la muerte de Lenin el 21 de enero de 1924.
Finalizó el 21 de mayo de 1925, cuando el Comité Ejecutivo Central de la Unión Soviética aprobó a una nueva composición del Sovnarkom.

## Composición
| Comisario del Pueblo                    | Titular                 | Partido |
| --------------------------------------- | ----------------------- | ------- |
| Presidente                              | Alekséi Rýkov           | PCR (b) |
| Administrador de Asuntos                | Nikolái Gorbunov        | PCR (b) |
| Vicepresidentes                         | Lev Kámenev             | PCR (b) |
| Vicepresidentes                         | Mamia Orajelashvili     | PCR (b) |
| Vicepresidentes                         | Aleksandr Tsiurupa      | PCR (b) |
| Vicepresidentes                         | Vlas Chubar             | PCR (b) |
| Asuntos Exteriores                      | Gueorgui Chicherin      | PCR (b) |
| Asuntos Militares y Navales             | Lev Trotski (1924-1925) | PCR (b) |
| Asuntos Militares y Navales             | Mijaíl Frunze (1925)    | PCR (b) |
| Comercio Exterior                       | Leonid Krasin           | PCR (b) |
| Ferrocarriles                           | Jānis Rudzutaks         | PCR (b) |
| Correos y Telégrafos                    | Iván Smirnov            | PCR (b) |
| Consejo Supremo de Economía Nacional    | Féliks Dzerzhinski      | PCR (b) |
| Alimentos                               | Nikolái Briujánov       | PCR (b) |
| Trabajo                                 | Vasili Schmidt          | PCR (b) |
| Inspección de Trabajadores y Campesinos | Valerián Kúibyshev      | PCR (b) |
| Finanzas                                | Grigori Sokólnikov      | PCR (b) |
| Comercio Interior                       | Aron Sheinman           | PCR (b) |